# Selemdža
Selemdža (rusky Селемджа) je řeka ve Amurské oblasti v Rusku. Je 647 km dlouhá. Povodí má rozlohu 69 000 km².

## Průběh toku
V povodí řeky se nachází přibližně 4500 jezer o celkové rozloze vice než 270 km². Ústí zleva do Zeji (povodí Amuru).

## Využití
Vodní doprava je možná od ústí v délce 325 km.